# Oliver von Beaulieu-Marconnay
Oliver Freiherr von Beaulieu-Marconnay (Charlottenburg, 14 settembre 1898 – Arlon, 26 ottobre 1918) è stato un aviatore e ufficiale tedesco, asso dell'aviazione della prima guerra mondiale, accreditato di 25 vittorie. Egli è noto per essere stato il più giovane militare della prima guerra mondiale a ricevere l'Ordine Pour le Mérite, la più alta decorazione al valor militare assegnata all'epoca in Germania.

## Biografia
Olivier Freiherr (Barone) von Beaulieu-Marconnay nasce a Berlino-Charlottenburg il 14 settembre 1898, figlio di un aristocratico prussiano capitano dell'esercito. Quando scoppiò la prima guerra mondiale, nell'agosto 1914, era un ragazzo di sedici anni, studente in un liceo di Berlino. L'anno successivo, ancora sedicenne, si offrì volontario come un cadetto per prestare servizio in cavalleria nell'ex reggimento di suo padre, il 4° Dragoni prussiani "von Bredow". Ottenne il brevetto di ufficiale all'età di diciassette anni, nel 1915. Nell'estate del 1916 combatte con il suo reggimento nelle paludi di Rokitno. Venne promosso tenente nel luglio 1916, ottenendo l'assegnazione della Croce di Ferro di prima classe nel corso dell'anno.
Nel giugno 1917 venne trasferito presso il servizio aereo imperiale, ottenendo la qualifica di pilota nel novembre dello stesso anno. Il 1º dicembre 1917 prese servizio presso la Jasta 18 . Per rendere personale omaggio al 4º Reggimento Dragoni da cui proveniva, fece dipingere sui piani del suo velivolo personale, un Albatros D.V, il numero 4, fuso con la lettera maiuscola D, che divenne la sua insegna personale. Il suo aereo presentava la fusoliera dipinta di blu, con il muso giallo fino all'abitacolo di pilotaggio. Rimase in servizio con la Jasta 18 fino al 20 marzo 1918 quando venne assegnato alla Jagdstaffel 15, insieme a Josef Veltjens.
La Jasta 15 aveva da poco ricevuto il nuovo caccia Siemens-Schuckert D.III, e i voli con questo velivolo erano limitati ad operazioni difensive, nel timore che operando oltre le linee nemiche i nuovi aerei potessero cadere nelle mani degli alleati. Tuttavia il 28 maggio 1918 una formazione di biposto francesi Dorand AR.2 furono segnalati sul territorio controllato dai tedeschi. I velivoli della Jasta 15 decollarono per intercettare gli intrusi, ed egli ottenne la sua prima vittoria alla 11:15 di quel giorno. Il mese successivo conseguì la sua quinta vittoria, divenendo ufficialmente asso l'11 giugno, quando abbatté un Sopwith Camel del No.73 Squadron. Già una settimana dopo era arrivato a 8 vittorie, conseguendo una doppietta ai danni dei francesi il 9 agosto. Alla fine del mese aveva ottenuto 13 vittorie ufficiali, e il 4 settembre, all'età di diciannove anni, gli venne affidato il comando della Jasta 19. La sua prima vittoria da comandante la ottenne il 7 settembre, nelle vicinanze di Montsec, ai danni di un ricognitore francese Salmson 2 della escadrille SAL 5. Tra settembre ed ottobre conseguì un totale di quattordici vittorie. La sua venticinquesima e ultima vittima cadde alle 17:00 del 10 ottobre 1918, si trattava di un caccia SPAD S.XVII (probabilmente statunitense) abbattuto su Landres.

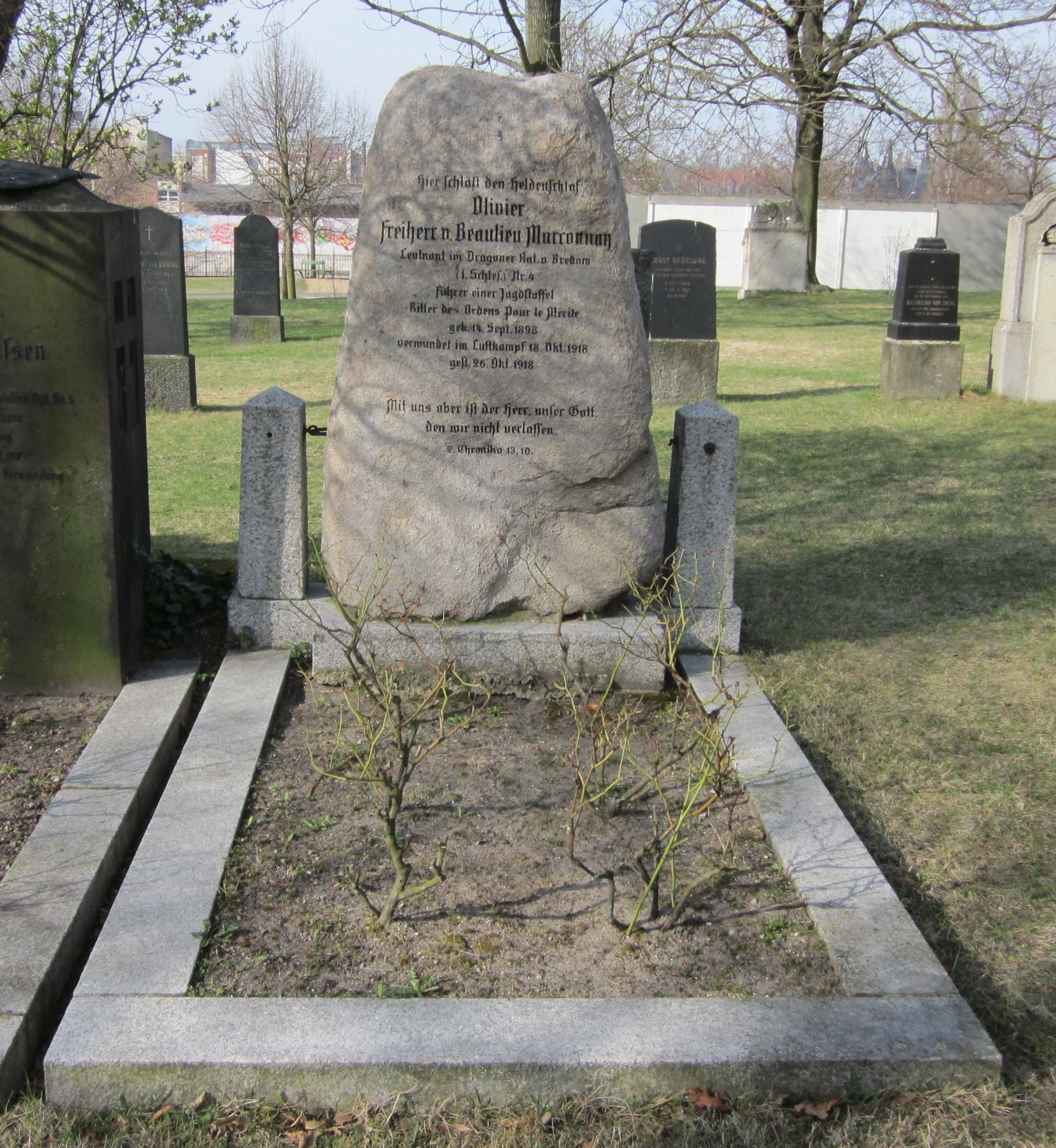
Tomba di Oliver von Beaulieu Marconnay (1918) presso l'Invalidenfriedhof di Berlino

Il 18 ottobre era ai comandi di un caccia Fokker D.VII quando durante un confuso combattimento su Gouzencourt, rimase gravemente ferito alla coscia probabilmente colpito da un velivolo Fokker D.VII della Jagdstaffel 74. Egli effettuò un atterraggio di emergenza distruggendo l'aereo, venendo successivamente trasportato presso l'ospedale di Arlon in gravissime condizioni, e morendo per le ferite riportate il 26 dello stesso mese. Poco prima della sua morte gli venne comunicato che era stato decorato con l'Ordine Pour le Mérite, in quanto tale decorazione non poteva essere assegnata postuma, e ciò fece di lui il più giovane militare tedesco ad esserne stato insignito. Secondo alcune fonti Olivier Freiherr von Beaulieu-Marconnay, che si era improvvisamente aggravato, morì sei ore prima che la notizia fosse arrivata, probabilmente a causa di una infezione post-operatoria. Venne sepolto nel celebre Invalidenfriedhof di Berlino.

### Annotazioni
1. ↑  Due SPAD S.XVI biposto della Escadrille SPA 289, abbattuti rispettivamente a Tricot e Beaucourt, con la perdita di tutti i quattro membri degli equipaggi.
2. ↑  Dieci vittorie in settembre e quattro in ottobre.
3. ↑  Tipico esempio del cosiddetto fuoco amico.

### Fonti
1. 1 2 3 4 5 6 7 8 9  Franks, Bailey, Guest 1993, p. 68.
2. 1 2 3 4 5 6 7  Mattioli 2008, p. 45.
3. 1 2 3 4  Van Wyngarden 2011, p. 54.
4. ↑  Van Wyngarden, Dempsey 2005, p. 40.
5. ↑  Van Wyngarden, Dempsey 2005, p. 90.
6. 1 2 3 4 5 6 7  Mattioli 2008, p. 46.
7. ↑  Van Wyngarden, Dempsey 2005, p. 118.
8. ↑  Wikimedia commons https://commons.wikimedia.org/wiki/Invalidenfriedhof.